# Нижнепокровское муниципальное образование (Перелюбский район)
Нижнепокровское муниципальное образование — сельское поселение в составе Перелюбского района Саратовской области. Административный центр — село Нижняя Покровка. На территории поселения находятся 3 населённых пункта — 2 села, 1 деревня .

## Население
| 2010 | 2011 | 2012 | 2013 | 2014 | 2015 | 2016 |
| ---- | ---- | ---- | ---- | ---- | ---- | ---- |
| 804  | ↘803 | ↘765 | ↘759 | ↘751 | ↘731 | ↘703 |
| 2017 | 2018 | 2019 | 2020 | 2021 |      |      |
| ↘698 | ↘693 | ↘679 | ↘657 | ↘560 |      |      |

## Состав сельского поселения
| № | Населённый пункт | Тип населённого пункта       | Население |
| - | ---------------- | ---------------------------- | --------- |
| 1 | Верхняя Покровка | деревня                      | ↘65       |
| 2 | Нижняя Покровка  | село, административный центр | ↘599      |
| 3 | Харитоновка      | село                         | ↘140      |